# Amélie de Berckheim
 (janvier 2021).
Si vous disposez d'ouvrages ou d'articles de référence ou si vous connaissez des sites web de qualité traitant du thème abordé ici, merci de compléter l'article en donnant les références utiles à sa vérifiabilité et en les liant à la section « Notes et références ».
Amélie de Berckheim, née le 15 juillet 1776 à Ribeauvillé en Alsace et morte à Strasbourg le 24 décembre 1855, est la femme de l'industriel Jean-Albert de Dietrich. Après la mort de son mari, elle dirige la maison de Dietrich, la hissant comme l'une des premières femmes d'affaires dans le monde industriel. 

## Biographie
Fille du baron Philippe Frédéric de Berckheim, capitaine au régiment d'Alsace, et de Marie Octavie Louise de Glaubitz, Amélie naît à Ribeauvillé. Elle réside dans la demeure familiale, au château de Schoppenwihr, avec ses trois sœurs : Octavie, Henriette et Fanny et ses deux frères. 
Le 27 mai 1797, elle épouse le maître des forges Albert Frédéric de Dietrich, Fritz, à Colmar. Ils s'étaient rencontrés à Rothau dans la vallée de la Bruche car la famille Dietrich possède des ateliers industriels dans cette région. Amélie est associée aux affaires de la société par son mari dont la succession est difficile. Fritz se déplace en France pour récupérer les entreprises sous-séquestres de Dietrich.
Le 3 février 1806, à la mort de son mari, Amélie est une jeune veuve avec ses quatre jeunes enfants : Amélie (1799), Camille (1800), Albert (1802) et Eugène (1803). Cheffe d'entreprise, elle vend le domaine de la vallée de la Bruche pour faire face à la situation déficitaire de l'entreprise. L'unité de Zinswiller produit des poêles et l'unité de Reichshoffen des boulets. Grâce à la nomination de Jean-Valentin Haas comme directeur des Forges du Bas-Rhin en 1815, la situation de l'entreprise se redresse et aboutit en 1827 à la création de la société « Veuve de Dietrich & Fils ». Cette création permet l'intégration à la gestion de la société de ses deux fils et son gendre Frédéric Guillaume de Turckheim. Le groupe évolue en 1844 en incluant l'usine de Mertzwiller et celle de Mouterhouse en Moselle. La société change de nom pour « De Dietrich & Cie  »

## Hommages
Une rue porte son nom à Strasbourg, dans le quartier de la Robertsau.